# Eremoleon anomalus
Eremoleon anomalus is een insect uit de familie van de mierenleeuwen (Myrmeleontidae), die tot de orde netvleugeligen (Neuroptera) behoort. 
Eremoleon anomalus is voor het eerst wetenschappelijk beschreven door Rambur in 1842.